# کورابیویتسه
کورابیویتسه (به لهستانی:  Korabiewice) یک روستا در لهستان است که در گمینا پوشچا ماریانگسکا واقع شده‌است.